# Avenida Professor Luis Inácio de Anhaia Melo
A Avenida Professor Luiz Ignácio de Anhaia Mello é uma importante via arterial da cidade de São Paulo.
Com cerca de dez quilômetros de extensão, corta e faz a ligação entre os distritos de Vila Prudente, São Lucas e Sapopemba, além de dar acesso ao distrito do Ipiranga.

## História
A avenida Professor Luiz Ignácio de Anhaia Mello foi aberta em 1975, durante a gestão municipal de Miguel Colasuonno, logo após a criação da Administração Regional da Vila Prudente (ARVP). Seu nome é uma homenagem ao professor e ex-prefeito de São Paulo Luís Inácio de Anhaia Melo (1891-1974).
A história da avenida começou a partir de um empresário que se estabeleceu no bairro em 1970, João Valkovics, que, junto com um sócio montou uma loja na avenida. Valkovics começou como funileiro numa oficina de mecânica, funilaria e pintura, onde aprendeu praticamente tudo sobre todas as áreas relacionadas a veículos, dos pneus a lataria, do motor a área interna. Sempre perfeccionista e determinado, adquiriu bastante conhecimento e experiência para trabalhar com vendas. Começou então, a comprar alguns carros velhos, recuperava-os e vendia-os, tirando desta transação, o seu lucro, para continuar tocando seu negócio. 
A avenida foi construída em cima do Córrego da Mooca, que corta a Vila Prudente ao meio e ainda faz parte do minianel viário.
Atualmente tem uma extensão de quase 10 quilômetros e suporta um tráfego de cerca de 100 mil veículos diariamente. Com pouco mais de 200 lojas de vendas de carros e motos, é considerada a avenida com o maior número de lojas deste ramo do país. Por isto, a Avenida Anhaia Mello é o maior shopping de venda de carros a céu aberto do Brasil.

## Atualmente
É uma avenida comercial, com várias agências de automóveis por toda sua extensão.
Em suas margens estão situados diversos bairros dos distritos por qual a via passa, sendo alguns destes de classe média baixa nas proximidades de Sapopemba e bairros de classe média e média alta como São Lucas e  alta (Jardim Avelino, bairro nobre da região) nas proximidades de Vila Prudente. Ainda nessa região se encontra a Favela de Vila Prudente, que devido à construção do VLP Expresso Tiradentes, será parcialmente urbanizada.
A avenida é atendida pela Linha 2-Verde, por meio da Estação Vila Prudente, e pela Linha 15-Prata, contando com seis estações: Vila Prudente, Oratório, São Lucas, Camilo Haddad, Vila Tolstói e Vila União. Ambas as linhas são operadas pelo Metrô de São Paulo. Além disso, a avenida também é atendida pelo VLP Expresso Tiradentes, corredor de ônibus expresso operado pela SPTrans.

## Galeria

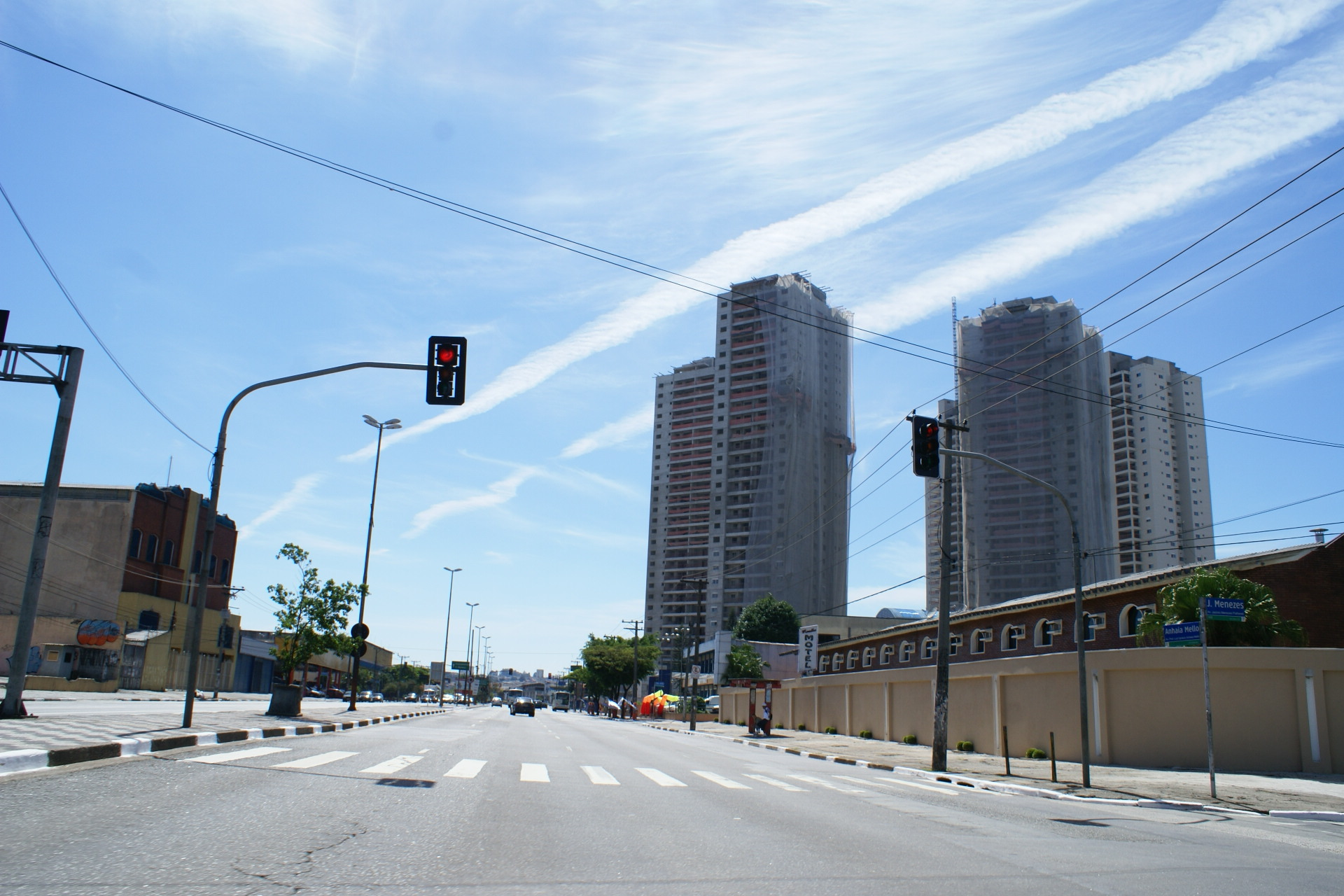
A expansão imobiliária da região é visível nos arredores da via
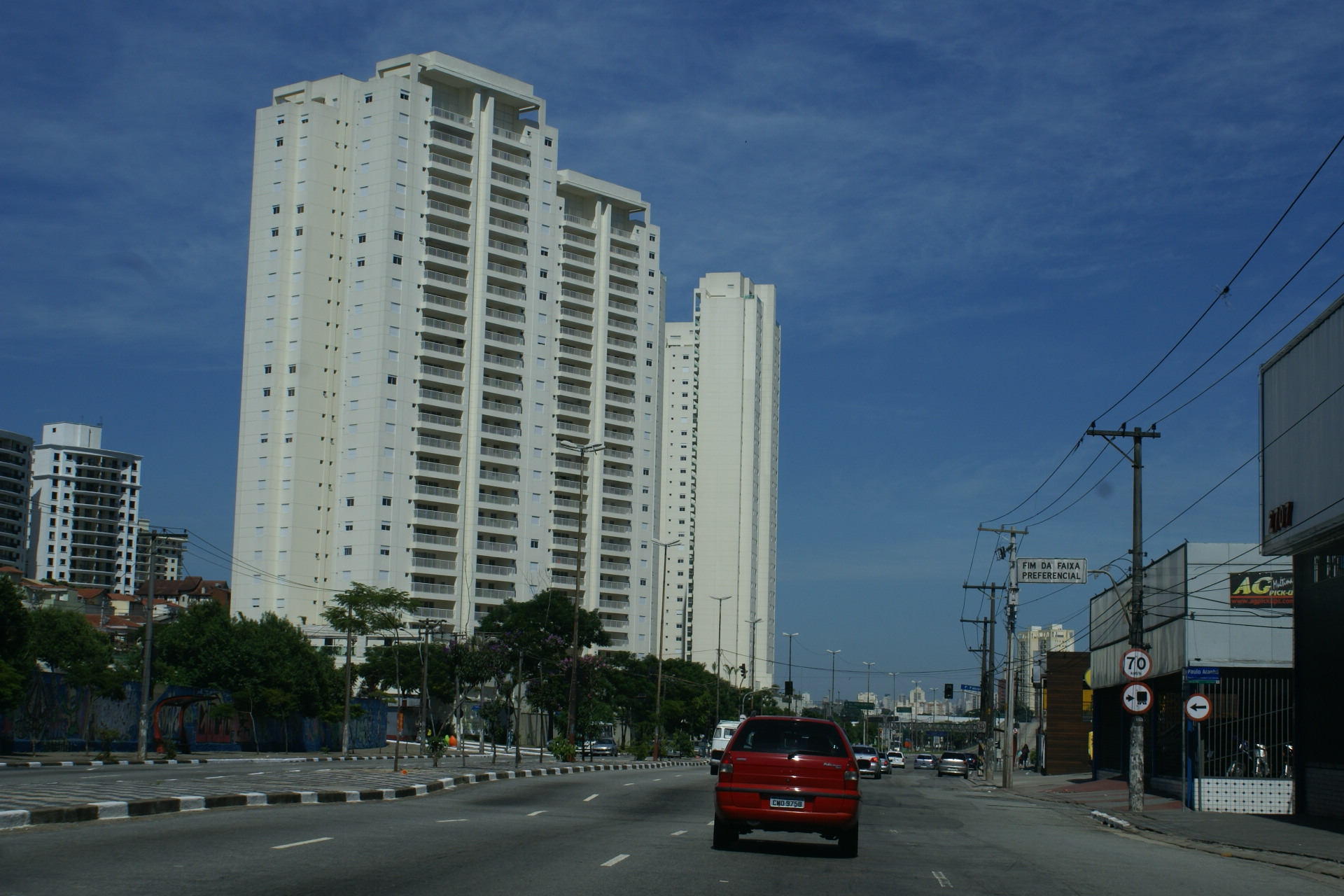
Novos empreendimentos imobiliários na região. À esquerda, edifícios do bairro nobre do Jardim Avelino
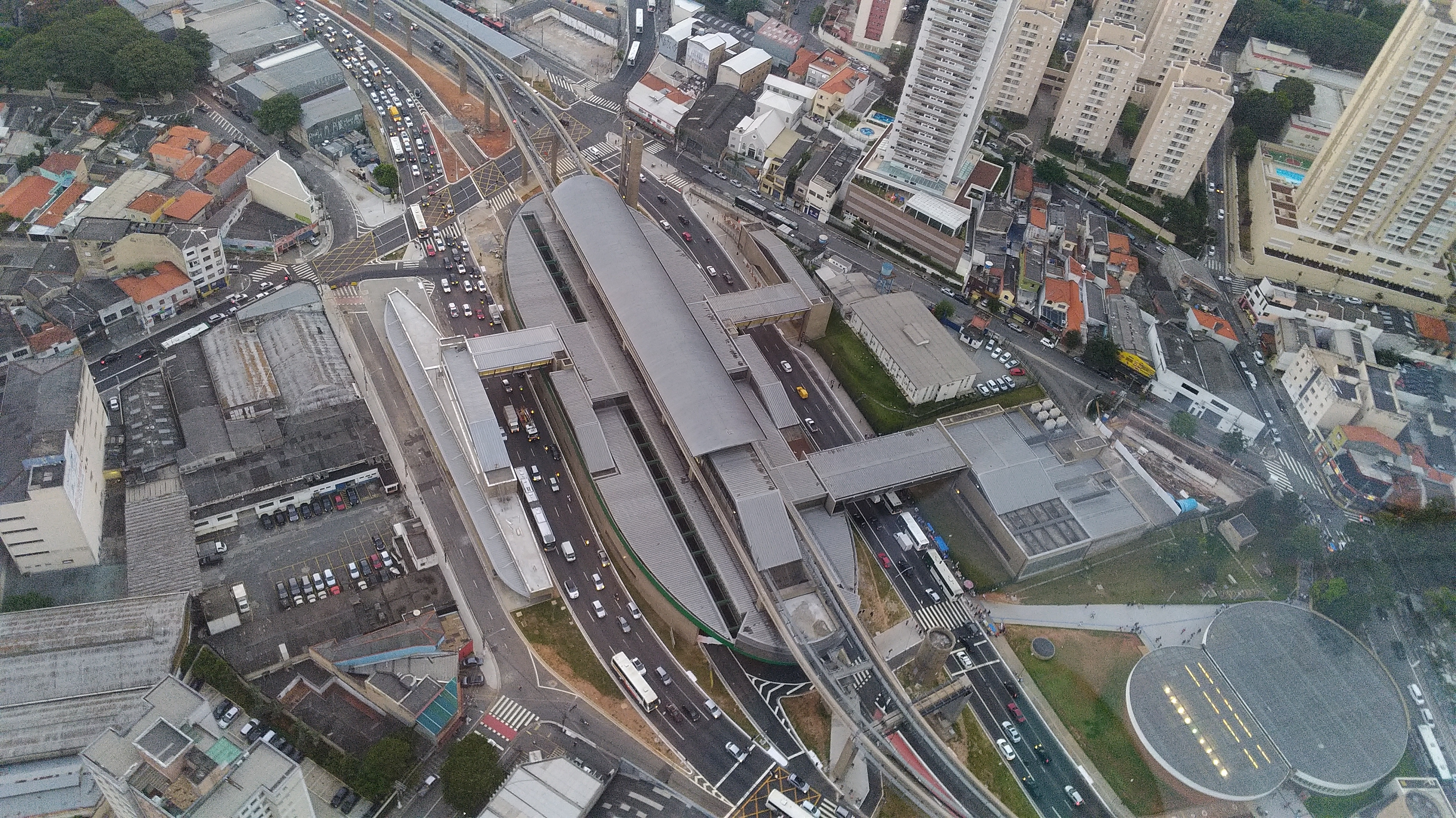
A avenida vista de cima, com destaque para o Terminal Intermodal Vila Prudente na parte central da via
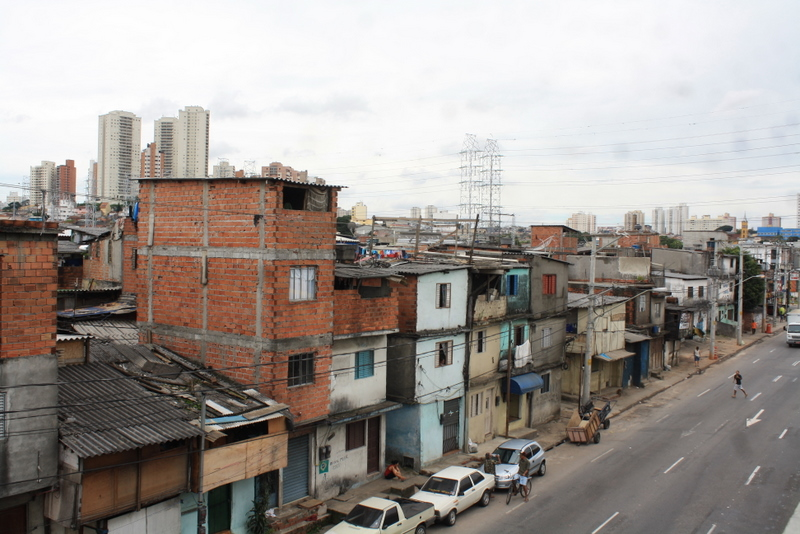
A avenida, em seu trecho inicial, abriga a Favela de Vila Prudente, a mais antiga da cidade de São Paulo